# Jour de l'Indépendance (Ukraine)
Pour les « Jour de l'Indépendance » d'autres nations, voir Jour de l'indépendance.
Le Jour de l'indépendance (en ukrainien : День Незалежності України) est la fête nationale ukrainienne célébrée le 24 août. Elle commémore la publication de la Déclaration d'indépendance de 1991, actant l'indépendance de l'Ukraine face à l'URSS. Les célébrations incluent des marches citoyennes et des spectacles musicaux, ainsi qu'un défilé militaire à Kiev.

## Historique
Quand l'Ukraine était encore une république soviétique, la diaspora ukrainienne, notamment aux États-Unis, considérait le 22 janvier comme étant le « jour d'indépendance de l'Ukraine », célébrant ainsi la Déclaration d'indépendance de 1918.
La forme actuelle de la fête est célébrée pour la première fois le 16 juillet 1991, afin de commémorer le premier anniversaire de la Déclaration de souveraineté d'État de l'Ukraine adoptée en 1990 par la Verkhovna Rada (parlement ukrainien),. La date est ensuite modifiée après la publication de la Déclaration d'indépendance du 24 août 1991, confirmée par référendum.

## Défilé militaire
Le Jour de l'indépendance est régulièrement célébré par un défilé militaire organisé à Kiev, la capitale.

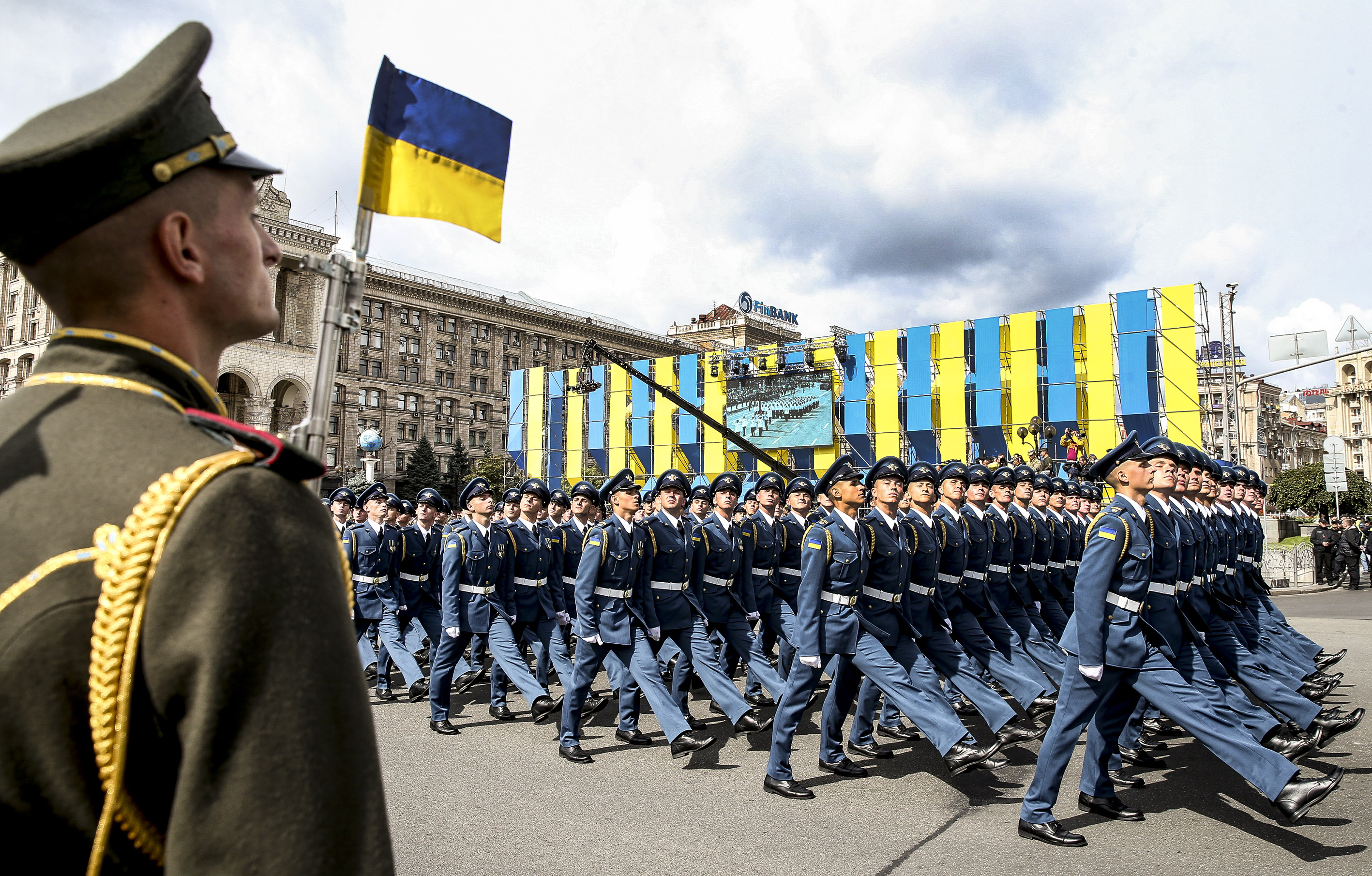
Défilé du Jour de l'indépendance à Kiev pour le Jour de l'Indépendance en 2017.

### Historique
Un premier défilé a lieu en 1994, sous la présidence de Leonid Koutchma. Les années suivantes, cet évènement se tient de manière irrégulière, parfois sans aucun équipement militaire. Un défilé plus permanent, appelé « Marche des inconquis », est instauré à partir de 1997. 
De 2010 à 2014, le défilé est cependant supprimé par le président Viktor Ianoukovytch. C'est sous la présidence de Petro Porochenko que cet évènement fait son retour dans le contexte de l'invasion russe de la Crimée, devenant un véritable spectacle annuel,.
À partir de 2014 et de la guerre du Donbass, cette cérémonie prend un tout autre sens, devenant l'occasion pour l'Ukraine de montrer sa force militaire et d'honorer ses soldats morts au combat. L'occasion aussi pour le président d'y tenir un discours patriotique.
En 2019 et 2020, le président Volodymyr Zelensky annule lui aussi ce défilé militaire, afin de faire des économies et de permettre aux forces armées de rester à l'Est pour la guerre du Donbass,,. Le 21 octobre 2020, il signe cependant un décret pour qu'un nouveau défilé militaire ait lieu en 2021, à l'occasion du 30e anniversaire de l'indépendance de l'Ukraine.
En 2022, dans le contexte de la guerre en Ukraine, le défilé est à nouveau annulé. Il est remplacé par une exposition de chars et blindés russes détruits le long de la Krechtchatyk, principale rue de Kiev,.

### Coût
Le coût du défilé est généralement tenu secret. Celui de 2014 est le dernier dont le coût fut rendu public par le ministère de la Défense : 80 millions de hryvnias avait alors été dépensés.

## Célébrations récentes marquantes

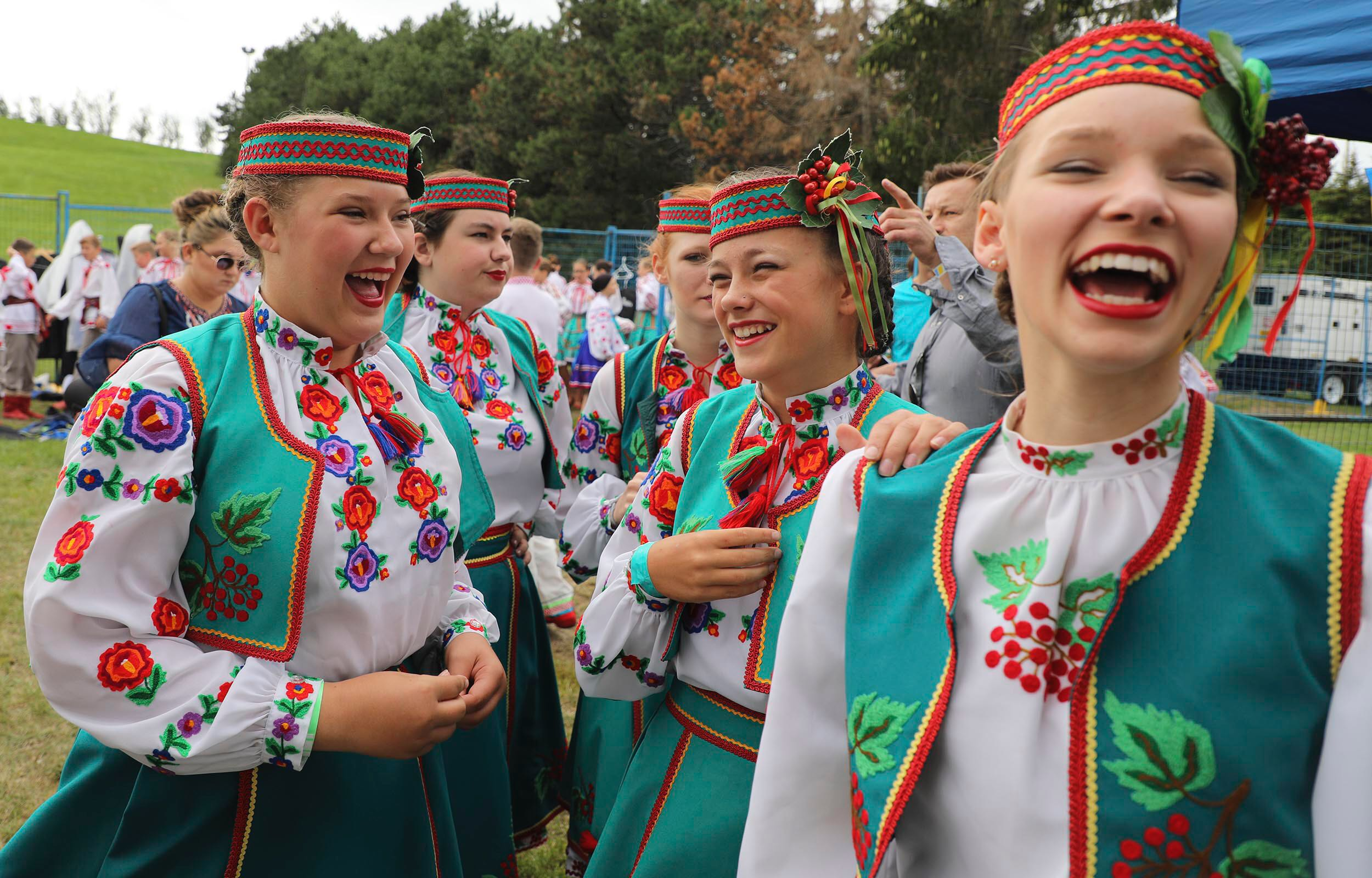
Célébrations du Jour de l'indépendance de l'Ukraine à Toronto, Canada

### 2016
À l'occasion des 25 ans de l'indépendance en 2016, une « Marche des invaincus » est organisée sur l'artère principale de Kiev après le défilé militaire. Des membres des bataillons de volontaires ukrainiens y participent, ainsi que des proches de personnes tuées pendant la guerre du Donbass ou lors du soulèvement d'Euromaidan,.
Selon l'armée ukrainienne, le volume des tirs d'artillerie déclenchés par les forces séparatistes de la guerre du Donbass ce 24 août 2016 était le plus élevé depuis la bataille de Debaltseve en février 2015.

### 2019

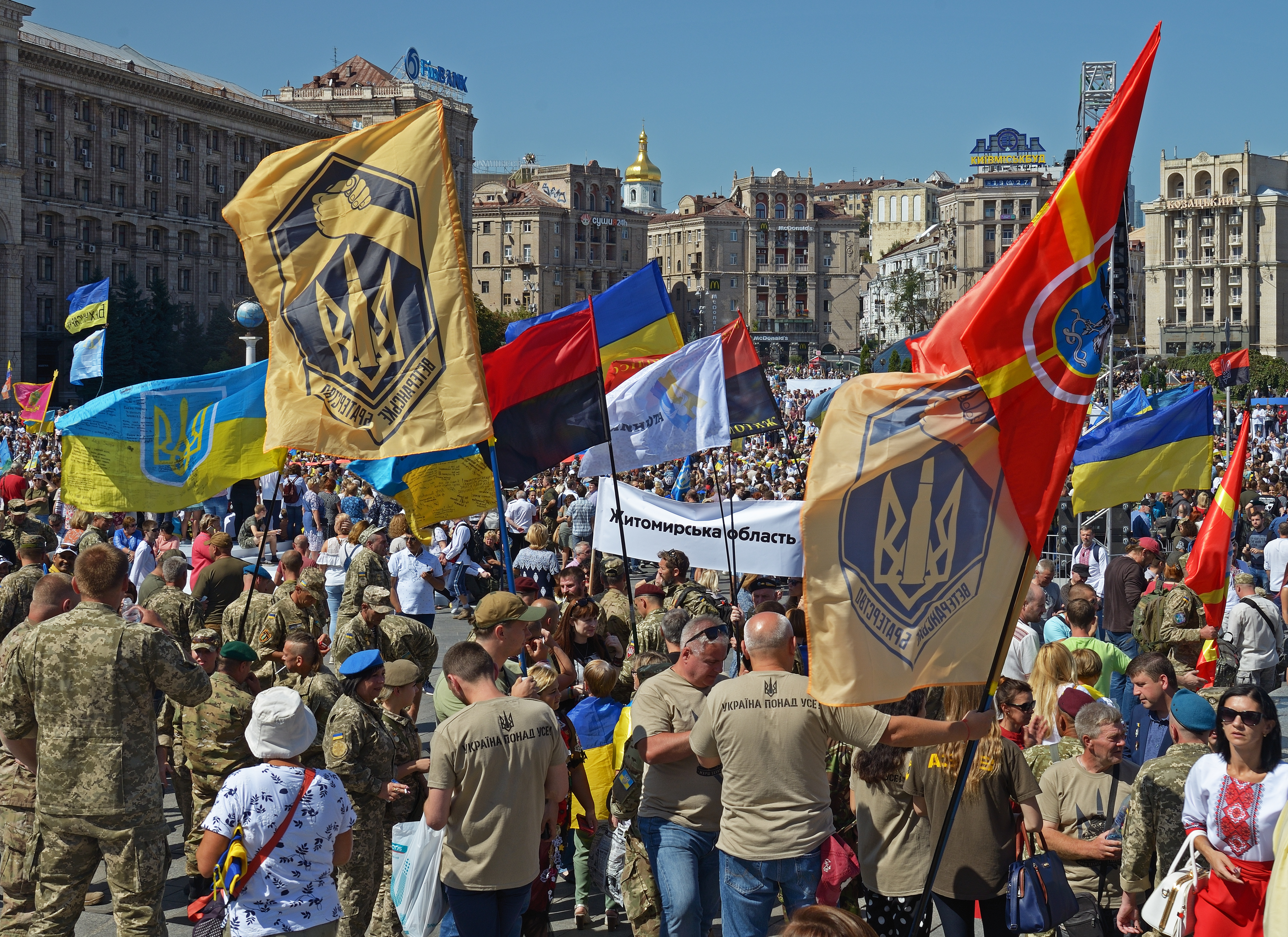
La marche des défenseurs lors du Jour de l'indépendance en 2019, avec le drapeau de guerre de l'UPA.

Le 10 juillet 2019, le président Volodymyr Zelensky annonce qu'il n'y aura pas de défilé militaire, ce qui n'était pas arrivé depuis l'annulation du défilé de 2010 à 2014. Il déclare à cette occasion : « Ce défilé est très pompeux et assez cher. Je pense que nous ferions mieux de donner l'argent à nos héros, nos militaires, cette année. Nous avons donc décidé de leur allouer 300 millions de hryvnias à titre de bonus ». Cette décision suscite la controverse, et est critiquée par son prédécesseur, Petro Porochenko.
Le 30 juillet, le chef de l'administration présidentielle, Andryi Bohdan, annonce qu'une « marche de la dignité » (Марш гідності) aura lieu en remplacement du défilé annuel. Une marche distincte, connue sous le nom de « marche des défenseurs » (Марш захисників), est aussi organisée de manière informelle par des vétérans de guerre.
Le jour de l'indépendance, des milliers de marches informelles ont lieu à travers l'Ukraine. Lors des festivités officielles, des éléments du défilé annuel ont malgré tout lieu, tels que la cérémonie de lever du drapeau. Au cours de son discours, Volodymyr Zelensky appelle à l'unité, déclarant : « ukrainophones et russophones, quels que soient l'âge, le sexe, la religion - nous devons être un seul peuple »,.

### 2020
Le Jour de l'indépendance en 2020, le défilé militaire est à nouveau annulé. Lors de son discours à la nation, le président Volodymyr Zelensky annonce qu'il n'y aura pas de Défilé du Jour de l'Indépendance à Kiyv tant que la guerre du Donbass continuera, car c'est sur ce front que les soldats et le matériel militaire doivent rester.
Une cérémonie a lieu sur la place Mykhaïlivska à Kiev, devant le monastère Saint-Michel-au-Dôme-d'Or, siège de l'Église orthodoxe ukrainienne. Elle est suivie d'un concert au même endroit, auquel de nombreuses stars ukrainiennes participent. Ce concert fait cependant polémique, plusieurs artistes étant accusés d'avoir encore des liens avec la Russie malgré l'annexion de la Crimée en 2014.
Pour marquer ces festivités, le président Volodymyr Zelensky enregistre également une vidéo en anglais pour relancer la marque « Ukraine NOW », dont le but est d'améliorer l'image de l'Ukraine auprès des investisseurs et des touristes étrangers,.

### 2021
L'année 2021 marque le 30e anniversaire de l'indépendance de l'Ukraine. Dès octobre 2020, le président Volodymyr Zelensky signe un décret pour qu'un nouveau défilé militaire ait lieu pour l'occasion.
Trois journées de célébrations sont prévues pour fêter cet anniversaire. Une entreprise de Lviv développe un logo spécial. Une nouvelle décoration honorifique, appelée « Légende nationale », est dévoilée lors d'une cérémonie le 22 août afin de récompenser des personnalités de la culture, du sport ou des arts. Le premier sommet de la plateforme de Crimée est également annoncé pour le 23 août.
Le 24 août, un grand défilé militaire se tient à Kiev sur la place de l'Indépendance, mettant en avant les forces terrestres ukrainiennes et les forces d'opérations spéciales. Plus de 5 000 soldats et 400 chars et véhicules blindés participent à l'évènement. Ce dernier comprend également un défilé aérien réalisé par l'armée de l'air. En parallèle, des unités de la marine ukrainienne effectuent des exercices à Odessa. Des troupes de Slovénie, de Moldavie, de Pologne, des États-Unis et du Canada défilent également avec les forces ukrainiennes, et deux Eurofighter Typhoons de la Royal Air Force britannique prennent part au défilé aérien aux côtés de quatre F-16 Fighting Falcons.
Des délégués de 46 pays sont présents, dont le président polonais Andrzej Duda, le président lituanien Gitanas Nausėda et le ministre français des Affaires étrangères Jean-Yves Le Drian.
Juste avant le défilé, le président Volodymyr Zelensky s'adresse à la foule, appelant à renforcer les relations de l'Ukraine avec d'anciens pays soviétiques, les nations européennes et l'OTAN.

### 2022

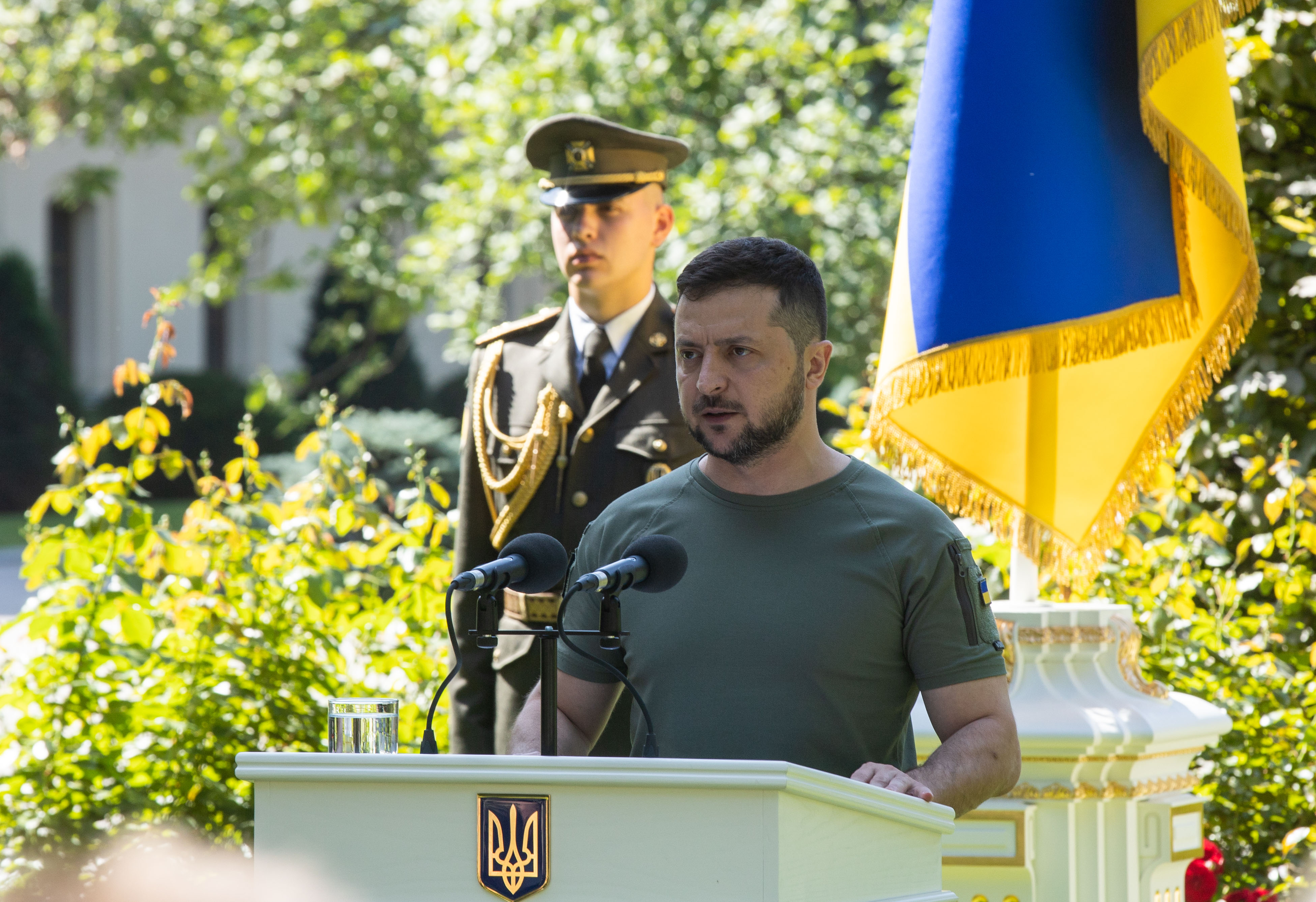
Discours du président Volodymyr Zelensky le 24 août 2022, à l'occasion du Jour de l'Indépendance.

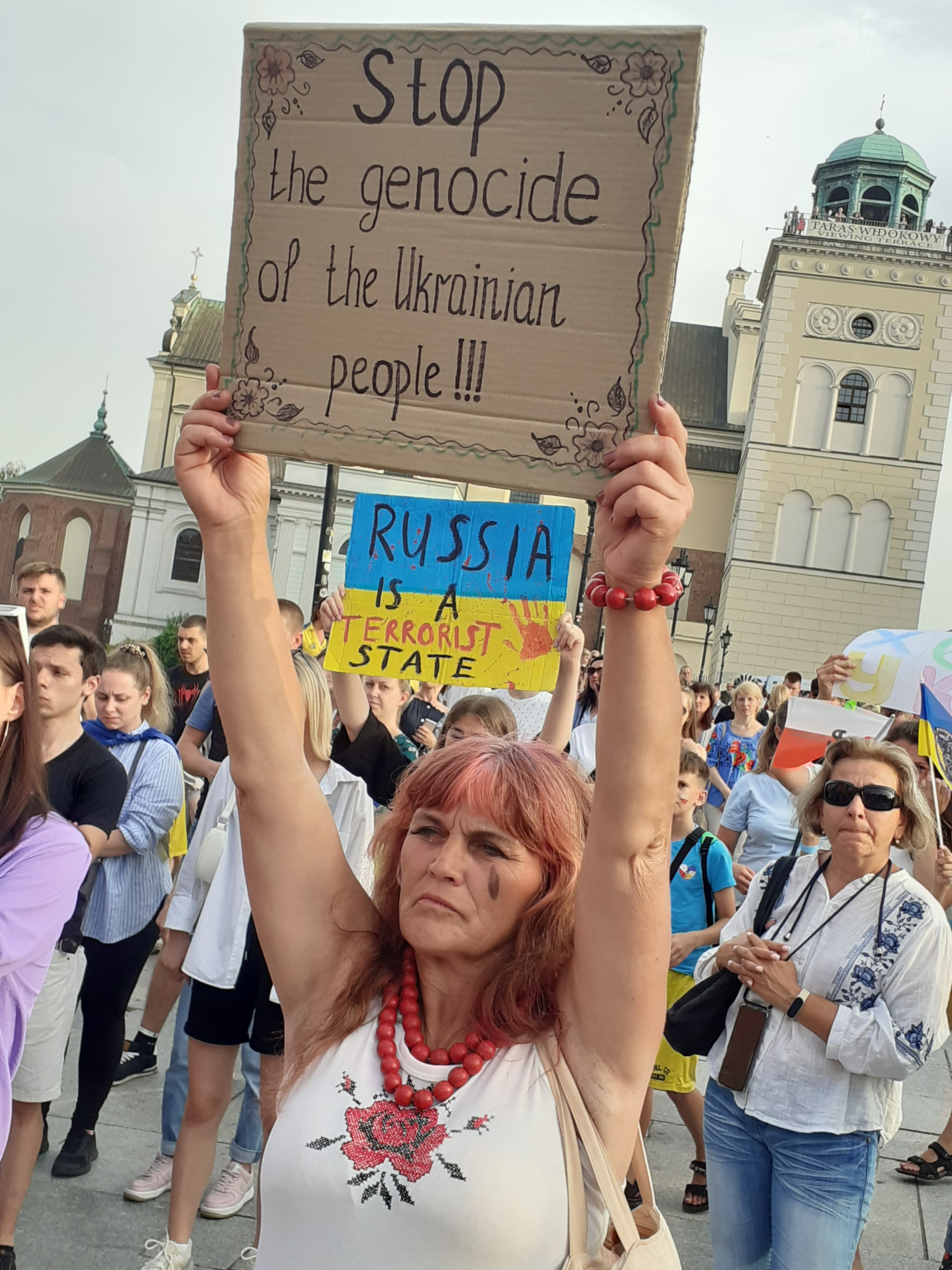
Manifestation de soutien à Varsovie (Pologne) lors du Jour de l'Indépendance de l'Ukraine en 2022.

En 2022, la célébration du Jour de l'Indépendance tombe exactement 6 mois après le début de l'invasion du pays par la Russie. Nombre de festivités n'ont, de ce fait, pas lieu. Les autorités appellent à la prudence face à de potentielles attaques de la Russie : les rassemblements publics sont ainsi interdits à Kiev du 22 au 25 août, et la région de Kharkiv subit un couvre-feu du 23 au 25 août.
La journée du 24 août est malgré tout marquée par des tirs de missiles russes sur plusieurs villes ukrainiennes. L'attaque de la gare de Tchaplyne, qui fait 25 morts et une cinquantaine de blessés, marque ainsi les esprits.
Dans la capitale, le traditionnel défilé militaire est remplacé par une exposition de chars et blindés russes détruits le long de la Krechtchatyk, principale rue de Kiev,.
Le président Volodymyr Zelensky prononce un discours à la Nation, déclarant que l'Ukraine se battra « jusqu'au bout » sans concession ni compromis, et évoque une « renaissance de l'Ukraine »,. Il participe également à une cérémonie au Mur de la Mémoire des Défenseurs Tombés.
Le jour-même, plusieurs pays affichent leur solidarité envers l'Ukraine. Le Premier ministre britannique, Boris Johnson, rencontre Volodymyr Zelensky à Kiev et annonce une aide militaire composée de drones et de véhicules chasseurs de mines d'une valeur de 54 millions de livres (64 millions d'euros). Le président américain, Joe Biden, annonce quant à lui une aide de 3 milliards de dollars pour renforcer les capacités de défense du pays. Plusieurs manifestations de soutien ont lieu à travers le monde, notamment en Europe, où un drapeau ukrainien géant est déroulé sur la Grand-Place de Bruxelles (Belgique) en présence d'Ursula von der Leyen, présidente de la Commission européenne.
Le président de la Biélorussie, Alexandre Loukachenko, adresse quant à lui ses félicitations au peuple ukrainien dans un message sur son site officiel. La Biélorussie ayant ouvert son territoire à l'armée russe en février 2022, lui permettant d'envahir l'Ukraine, ce message créé la controverse et est qualifié de « cynique » par les autorités ukrainiennes.

### 2023
Les 23 et 24 août 2023,  Jour du drapeau et de l'indépendance, durant la contre-offensive, des festivités ont eu lieu et des chars militaires russes détruits et capturés par l’armée ukrainienne sont exposés sur l'avenue Krechtchatyk

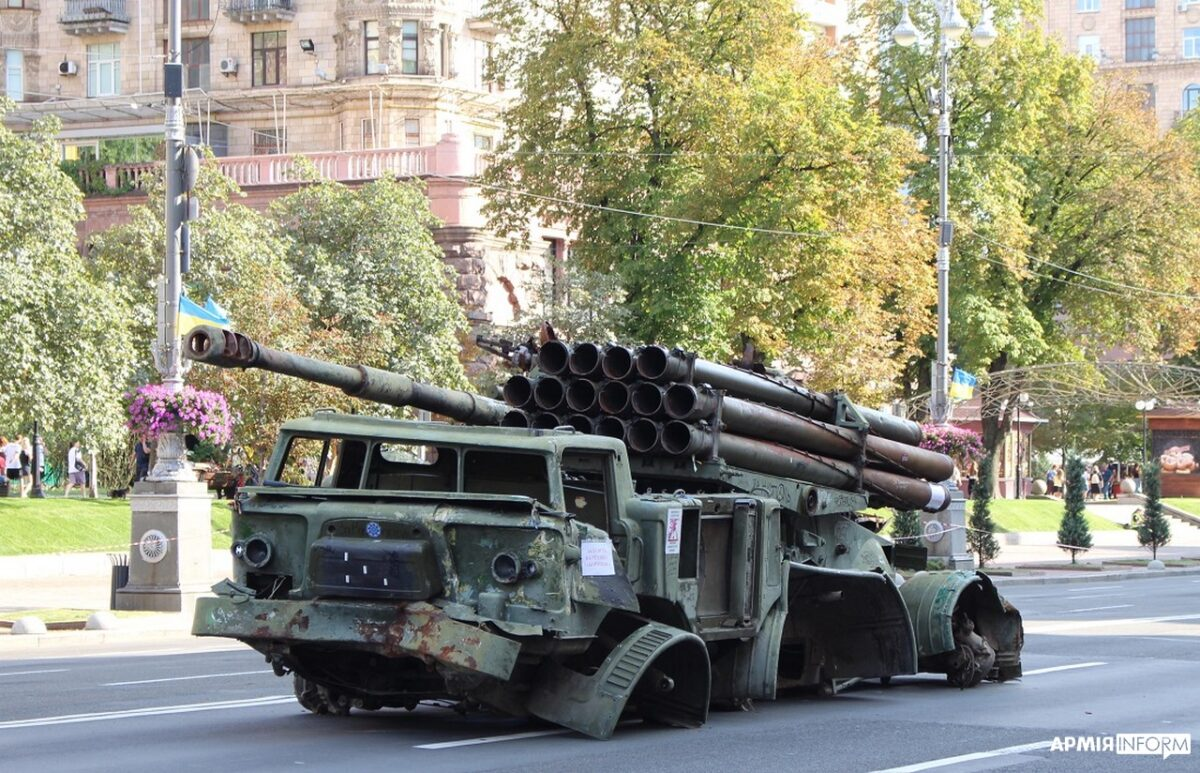
Exposition d'équipements militaires russes détruits et capturés sur la rue Krechtchatyk, le 24 août 2023.